# Hongdu L-15
Hongdu L-15 — китайський навчально-бойовий літак, розроблений компанією Hongdu за сприяння ОКБ Яковлєва з реактивним двигуном з форсажною камерою, вперше презентований на Чжухайському 8-му Міжнародному авіакосмічному салоні.
Створений для заміни морально застарілого навчально-бойового літака Hongdu JL-8. Призначений для підготовки китайських пілотів на новітніх винищувачах ВПС КНР: Су-30, Shenyang J-11 (копія Су-27), Shenyang J-15 (копія Су-33) і Chengdu J-10.
Прийнятий на озброєння ВПС КНР в 2013 році під позначенням JL-10.
Модифікований варіант перспективного УТС L-15 — Lift, розроблений китайською компанією AVIC, від попередньої версії відрізняється оснащеністю: турбовентиляторним двигуном з форсажною камерою з повністю автоматизованою цифровою системою управління і вдосконаленими кабіною пілота і бортовою радіолокаційною системою. На L-15 Lift БРЛС з фазованими антенними ґратами, був збільшений фюзеляж. Кабіна пілотів оснащена коліматорним індикатором на лобовому склі і трьома багатофункціональними дисплеями на передньому і трьома на задньому місцях. Також вдосконалені хвіст і закрилки — вони виготовлені з композиційних матеріалів. Новий двигун українського виробництва АІ-222-25Ф від АТ «Мотор-Січ» забезпечує співвідношення тяги до ваги 1:1, що дає змогу досягати надзвукових швидкостей.

## Виробництво в Україні
В Україні розглядають можливість виробництва китайських літаків Hongdu L-15. Про це сказав представник українського оборонно-промислового комплексу на міжнародному авіасалоні Airshow China-2014, повідомляє ForUm. За його словами, одним із варіантів забезпечення ВПС України доступними й ефективними легкими штурмовиками є локалізоване виробництво L-15. Передбачається, що фюзеляжі штурмовика будуть відправляти до України з Китаю і оснащуватися різними системами українського виробництва.
В 2016 році виробляти L-15 планують на Одеському авіаційному заводі («Одесавіаремсервіс»), потужності якого наростять за допомогою китайської сторони. Разом з тим, не повідомляється про кількість закуповуваних штурмовиків і вартості контракту.
Зі спеціалізованих сайтів, що відслідковують імпортно/експортні операції, відомо, що в 2020 році ПАТ «Мотор Січ» поставило китайській корпорації AVIC International Holding Corp. 88 двигунів АІ-322 на загальну суму близько 165 мільйонів доларів.
На початку 2021 року ПАТ «Мотор Січ» уклало зовнішньоекономічний контракт щодо постачання до Китаю 400 ТРДД АI-322 на загальну суму майже $800 млн, якими оснащуються для навчально-тренувальні та навчально-бойові літаки.

## Модифікації
- L-15. Базова версія літака.
- L-15B. Модифікований бойовий варіант, призначений для використання в ролі легкого винищувача-штурмовика і перехідного навчально-бойового літака. Новий літак оснащено двигуном АІ-222-25Ф з форсажною камерою. Також літак повинен бути оснащений бортовою РЛС (ніби з пасивною ФАР).

## Подібні літаки
- Guizhou JL-9
- KAI T-50 Golden Eagle
- Як-130
- Aermacchi M-346
- BAE Hawk
- IAR 99
- PZL TS-11 Iskra
- МіГ-АТ
- Aermacchi MB-339
- Aero L-159 ALCA
- Aero L-39 Albatros
- McDonnell Douglas T-45 Goshawk